# Luis Carlessi Bastarrachea
Luis Carlessi Bastarrachea (Huancayo, 4 de abril de 1943 - 18 de julio del 2023) es un empresario y político peruano. Fue alcalde provincial de Huancayo entre 1981 y 1983.
Su primera participación en política se dio en las elecciones de 1980 cuando fue candidato a la alcaldía provincial de Huancayo por el partido Acción Popular obteniendo la victoria con el 37.638% de los votos. En las elecciones de 1983 tentó la reelección pero fue derrotado por el candidato de la Izquierda Unida Saúl Muñoz Menacho.
Además fue piloto de autos participando varias veces en los Caminos del Inca
Falleció el 18 de julio del 2023.